# Уялыжар
Уялыжар (каз. Ұялыжар) — село в Ордабасинском районе Туркестанской области Казахстана. Входит в состав Буржарского сельского округа. Код КАТО — 514637600.

## Население
В 1999 году население села составляло 1921 человек (961 мужчина и 960 женщин). По данным переписи 2009 года, в селе проживал 2031 человек (1036 мужчин и 995 женщин).